# Панипат
Панипат је град у Индији у држави Харајана. Према незваничним резултатима пописа 2011. у граду је живело 294.150 становника.

## Становништво
Према незваничним резултатима пописа, у граду је 2011. живело 294.150 становника.
| 1991.   | 2001.   | 2011.   |
| ------- | ------- | ------- |
| 191.212 | 261.740 | 294.150 |